# Médiation papale dans le conflit du Beagle
La médiation papale dans le conflit du Beagle suit l'échec des négociations directes entre l'Argentine et le Chili (en), lorsque, le 22 décembre 1978, la junte argentine lance l'opération Soberanía pour reprendre le cap Horn et les îles accordées au Chili par l'arbitrage concernant le canal de Beagle (en). Peu après cet événement, le pape Jean-Paul II, offre sa médiation et dépêche son envoyé personnel le cardinal Antonio Samorè à Buenos Aires. L'Argentine, pays dont la population est à très forte majorité de religion catholique, acceptant l'autorité du souverain pontife, annule l'opération militaire et accepte la médiation. Le 8 janvier 1979 l'Argentine et le Chili signent l'Acte de Montevideo demandant formellement la médiation du Vatican et renonçant à l'usage de la force.

## Intérêts des parties
Le médiateur agit pour désamorcer la situation en négociant un accord qui arrête la crise militaire immédiatement. Puis, le Vatican élabore un processus sur six ans permettant aux parties régler des problèmes de plus en plus complexes, comprenant les droits de navigation, la souveraineté sur les îles de l'archipel de Terre de Feu, la délimitation du détroit de Magellan et des frontières maritimes au sud du cap Horn et au-delà.
- Le Chili considérait alors la Sentence arbitrale de 1977 «…pleinement opérationnelle et obligatoire en droit… » tel que cela avait été confirmé par la Cour d'arbitrage après le refus argentin[2] ;
- L'Argentine rejette le Compromis d'arbitrage international de que gouvernement d'Alejandro Lanusse avait sollicité en 1971 ;
- L'Argentine étend ses revendications à tous les territoires au sud de la Terre de Feu et à l'est du méridien traversant le cap Horn. C'est-à-dire que l'Argentine revendiquait l'île Horn, les îles Wollaston, l'île Deceit, l'île Barnevelt, les îles Evout, l'île Herschel, etc.

La mobilisation militaire de 1978 révèle d'autres les questions de relations internationales entre les deux pays qui avaient été auparavant négligés ou ignorés.

## Le choix du médiateur
Au début du mois de novembre 1978, l'Argentine et le Chili ne disposaient plus d'aucun mécanisme pour travailler à un règlement pacifique du conflit et la situation commençait à se déstabiliser rapidement. C'est arrivés à ce point, avec des négociations directes au point mort et une décision d'arbitrage refusée par l'Argentine, que le Chili suggéré une médiation. L'Argentine accepte la proposition et les deux ministres des Affaires étrangères acceptent de se rencontrer à Buenos Aires le 12 décembre afin de sélectionner un médiateur ainsi que les termes de lé médiation. Les candidats possibles étaient :
- Jimmy Carter, Président des États-Unis d'Amérique ;
- l'Organisation des États américains,
- Juan Carlos Ier d'Espagne, roi d'Espagne ;
- un président européen ;
- le pape Jean-Paul II.

Les ministres tombent d'accord sur le fait que le pape devrait être chargé de la médiation du conflit, mais leur accord s'avère éphémère. Dans la soirée, alors que la délégation chilienne était en train d'étudier les documents en vue de la signature, le ministre argentin appelle le ministre chilien Cubillos pour l'informer que le président Videla, qui avait approuvé leur choix du médiateur, s'était vu retirer son autorité par la junte.
Le 22 décembre 1978, l'Argentine lance l'opération Soberanía afin d'occuper militairement les îles revendiquées. Dans la matinée du 22 décembre, le pape Jean-Paul II, sur sa propre initiative, contacte directement les deux gouvernements pour les informer qu'il allait envoyer son représentant personnel à Buenos Aires et à Santiago du Chili.

Le médiateur et les chefs d’État
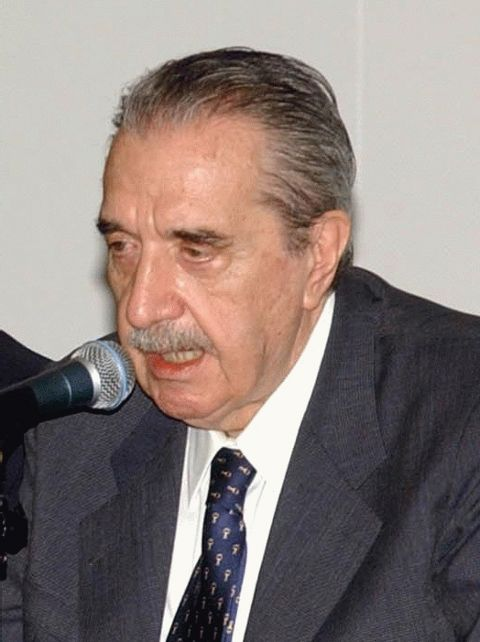
Raúl Alfonsín, président de la nation argentine
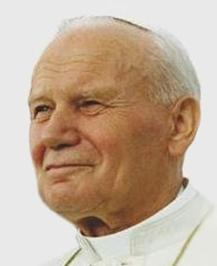
Le pape Jean-Paul II médiateur entre l'Argentine et le Chili
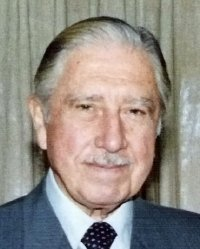
Augusto Pinochet, président du Chili

## L'Acte de Montevideo
À Montevideo, en Uruguay, le 8 janvier 1979, les représentants des deux pays signent l'acte de Montevideo. Par se traité, les parties acceptent :
- de n'imposer aucune restriction sur la médiation (textuellement : «… à ne pas soulever d'objection à l'expression par le Saint-Siège, au cours de ces procédures, aux idées que ses études approfondies sur un des aspects contestés du problème de la zone sud pourraient lui faire suggérer, en vue de contribuer à un règlement pacifique acceptable pour les deux parties… »)
- «…Antonio Cardinal Samoré… demanda […] que cette requête [en médiation] soit accompagnée par un engagement que les deux États n'aient pas recours à la force dans leurs relations mutuelles, et à un retour progressif à la situation militaire existante au début de l'année 1977 et qu'ils s'abstiennent d'adopter des mesures susceptibles de rompre l'harmonie dans tout secteur.… ».

Le traité donne au médiateur un cadre général dans lequel négocier sans restrictions géographiques ou temporelles.
Liste des membres de la délégation chilienne à Rome :
| - Enrique Bernstein - Francisco Orrego - Julio Philippi - Ernesto Videla - Santiago Benadava - Helmut Brunner | - Patricio Prieto - Osvaldo Muñoz - Fernando Pérez Egert - Maximiliano Jarpa |

Liste des membres de la délégation argentine à Rome :
| - Général (R) Ricardo Echeverry Boneo - Marcelo Depech - Guillermo Moncayo - Carlos Ortiz de Rozas - Guillermo Moncayo | - Hugo Gobbi - Susana Ruiz |

Le principal assistant du cardinal Antonio Samorè était le religieux espagnol Faustino Sainz Muñoz.

## Les quatre phases de la médiation
Mark Laudy identifie quatre phases dans cette médiation :
- La première phase a été la période la plus courte et la plus critique de l'ensemble de la médiation, elle commence avec l'arrivée du cardinal Samorè à Buenos Aires le 25 décembre 1978. Il s'agit alors purement d'une intervention de crise destinée à éviter la guerre et parvenir à mettre les parties d'accord sur le fait de soumettre la question à la médiation. Dans une diplomatie de la navette, Samorè effectue des allers-retours entre Santiago du Chili et Buenos Aires jusqu'à ce que son objectif soit atteint avec la signature de l'acte de Montevideo, le 8 janvier 1979.
- La deuxième phase se déroule du mois de mai 1979, moment auquel les délégations argentines et chiliennes arrivent à Rome, jusqu'au mois de décembre 1980, lorsque le pape présenta aux parties sa proposition pour résoudre le conflit. Cette première proposition est rejetée par l'Argentine.
- La troisième phase, la plus longue, s'étend de début 1981 jusqu'à décembre 1983, et le retour de la démocratie en Argentine, elle est caractérisée par de longues périodes de négociations au point mort. Le développement le plus important au cours de cette période est la répudiation par l'Argentine du Traité général de 1972, les efforts qui s'ensuivirent pour combler le vide juridique résultant de cette répudiation et la guerre des Malouines, qui a ouvert la voie au retour de la démocratie en Argentine
- La dernière phase débute avec la prise de fonction de Raúl Alfonsín à la présidence de la nation argentine à la fin 1983 et à la signature du traité de Paix et d'Amitié entre l'Argentine et le Chili de 1984.

## La proposition papale de 1980

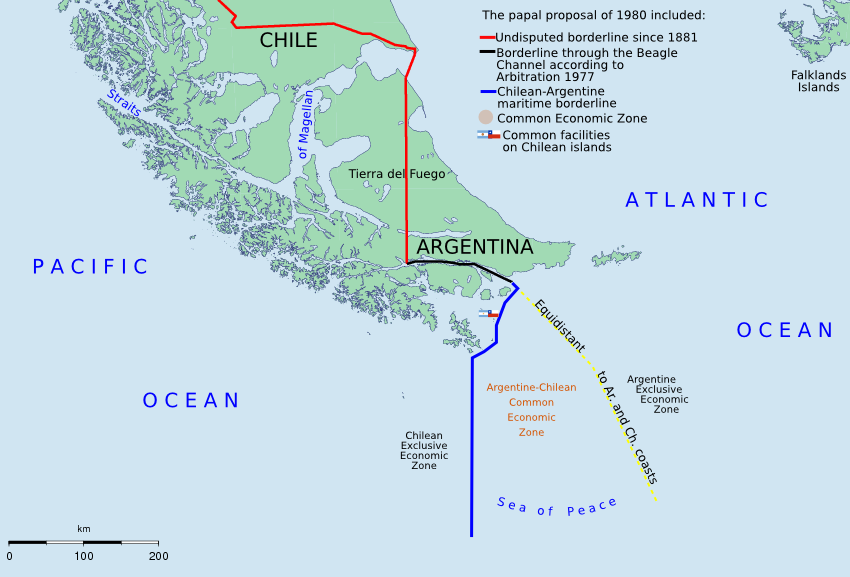
La proposition papale de 1980.

Le 12 décembre 1980, le pape reçoit les deux délégations et leur communique sa proposition pour résoudre le conflit, dont les termes avaient été élaborés en secret et devaient être gardés secret afin d'éviter de susciter tout débat public qui pourrait miner la confiance dans la procédure et de limiter la liberté d'action des deux gouvernements. Malgré cela, le 22 août 1981, le journal argentin La Nación publie les termes de la proposition. Le Chili conserverait toutes les îles et l'Argentine serait en droit de maintenir certaines installations limitées (radars civils et stations météorologiques) sur certaines îles et recevrait des droits de navigation étendus. Le plus important, cependant, était la création d'une zone de l'océan connue sous le nom de « mer de la Paix ». Dans cette zone, s'étendant à l'est et au sud-est du chapelet d'îles contestées, les eaux territoriales chiliennes seraient limitées à une mer territoriale étroite, dans laquelle il serait obligé de partager avec l'Argentine — à parts égales — l'exploitation des ressources, la recherche scientifique et la gestion de l'environnement. Au-delà des eaux territoriales chiliennes, une portion d'océan bien plus vaste serait soumise à la juridiction argentine, cette portion étant soumise aux mêmes dispositions de partage qui s'appliquaient aux eaux territoriales chiliennes.
Le Chili accepte la proposition papale, malgré certaines réserves. L'Argentine n'a jamais officiellement répondu à la proposition. Cependant, le 17 mars 1981, l'Argentine remet une note au Vatican exprimant de sérieux doutes au sujet de la proposition, à la fois parce qu'elle n'accordait pas d'îles à l'Argentine et parce qu'elle permettait au Chili de maintenir une présence aussi loin dans l'océan Atlantique.

## L'Argentine renonce au Traité général d'arbitrage de 1972
Le 21 janvier 1982, l'Argentine annonce son retrait du traité bilatéral de 1972 prévoyant le recours à la Cour internationale de justice en cas de conflit. En Argentine, le processus judiciaire était devenu un anathème, compte tenu notamment de la sentence arbitrale adverse de 1977. Le Chili se réservant le droit d'aller devant la CIJ unilatéralement avant que le traité ne prenne fin le 27 décembre 1982.

## La guerre des Malouines
Après le propositions papale, négociations restent dans l'impasse et, en attendant, une succession d'incidents au Chili et en Argentine tend les relations entre les deux pays.
Le 28 avril 1981, le général Leopoldo Fortunato Galtieri, (alors chef de l'armée argentine, puis plus tard Président de la nation argentine, pendant la guerre des Malouines), fait fermer la frontière avec le Chili sans aucune consultation avec son propre président.
En mars 1982, cinq semaines avant le début de la guerre des Malouines, un navire de la Marine argentine, l'[[:ARA Francisco de Gurruchaga (A-3)|ARA Francisco de Gurruchaga]] (es), jette l'ancre sur l'île Deceit, de facto sous souveraineté chilienne depuis 1881, et refuse d'abandonner la baie malgré les demandes chiliennes,.
Le 2 avril 1982, l'Argentine envahit les îles Malouines. Le plan argentin comprend également l'occupation militaire des îles revendiquées dans le canal Beagle après l'invasion des Malouines, comme indiqué par le brigadier Basilio Lami Dozo, chef des Forces aériennes argentines pendant le conflit, dans une interview au magazine Perfil : L.F. Galtieri : « [le Chili] doit savoir que ce que nous faisons maintenant, parce qu'ils seront les prochains sur la liste ». Óscar Camilión, Ministre des Affaires étrangères de l'Argentine du 29 mars 1981 au 11 décembre 1981 confirme le plan des militaires argentins dans ses Memorias Políticas : « Le plan des militaires était, une fois les Malouines prises par l'Argentine, d'envahir les îles revendiquées dans le canal de Beagle. C'était la détermination de la Marine [argentine] »,,,,. Le pape Jean-Paul II effectue une visite imprévue à Buenos Aires le 14 juin 1982 dans une tentative pour éviter de nouvelles hostilités entre le Royaume-Uni et l'Argentine.
Le Chili sera le seul grand pays latino-américain à soutenir le Royaume-Uni pendant la guerre indirectement en fournissant un appui militaire et navale, mais « en privé, de nombreux gouvernements [latino-américains] étaient satisfaits de l'issue de la guerre. »

## La phase finale
Après la guerre, et malgré le renouvellement du traité de 1972, le 15 septembre 1982, la distension après l'incident de l'ARA Gurruchaga et l'échange d'espions, la médiation continue avancer très lentement. Après la guerre, le Chili montre une plus grande volonté de négocier des modifications à la proposition papale, mais il devient alors clair que la junte argentine, sous le choc à la suite de la défaite militaire, était trop faible pour parvenir à un accord.
Le cardinal Antonio Samorè meurt à Rome à l'âge de 77 ans en février 1983.
Le nouveau gouvernement du président Raúl Alfonsín est résolument engagé à résoudre le conflit le plus rapidement possible. Basé sur cet engagement et des discussions supplémentaires, les parties réussissent à jeter les bases pour un règlement du conflit. En avril 1984, le cardinal secrétaire d'État Agostino Casaroli demande séparément aux deux délégations de fournir leurs propositions pour une solution finale.
En octobre 1984, les deux pays parviennent à un accord global et le texte révisé du traité est finalisé le 18 octobre.
Le Chili accepte à nouveau la proposition papale. En Argentine, Alfonsín organise un referendum consultatif. Les résultats officiels donnent 10 391 019 votes (82 %) en faveur du traité proposé et 2 105 663 votes (16 %) contre, et 2 % des votants déposent un bulletin blanc ou nul.
Le Traité de Paix et d'Amitié entre l'Argentine et le Chili de 1984 prendra du temps avant d'être promulgué :
- le 30 décembre 1984, le traité est ratifié par la Chambre des députés d'Argentine ;
- le 15 mars 1985, le traité est ratifié par le Sénat argentin ;
- le 16 mars 1985, il est signé par le représentant du Président de la nation argentine, qui était en déplacement à l'étranger ;
- le 11 avril 1985, le traité adopté par la junte chilienne ;
- le 12 avril 1985 il est signé par Augusto Pinochet ;
- le 2 mai 1985, les ministres des deux pays s'échangent les documents.

## Développements ultérieurs

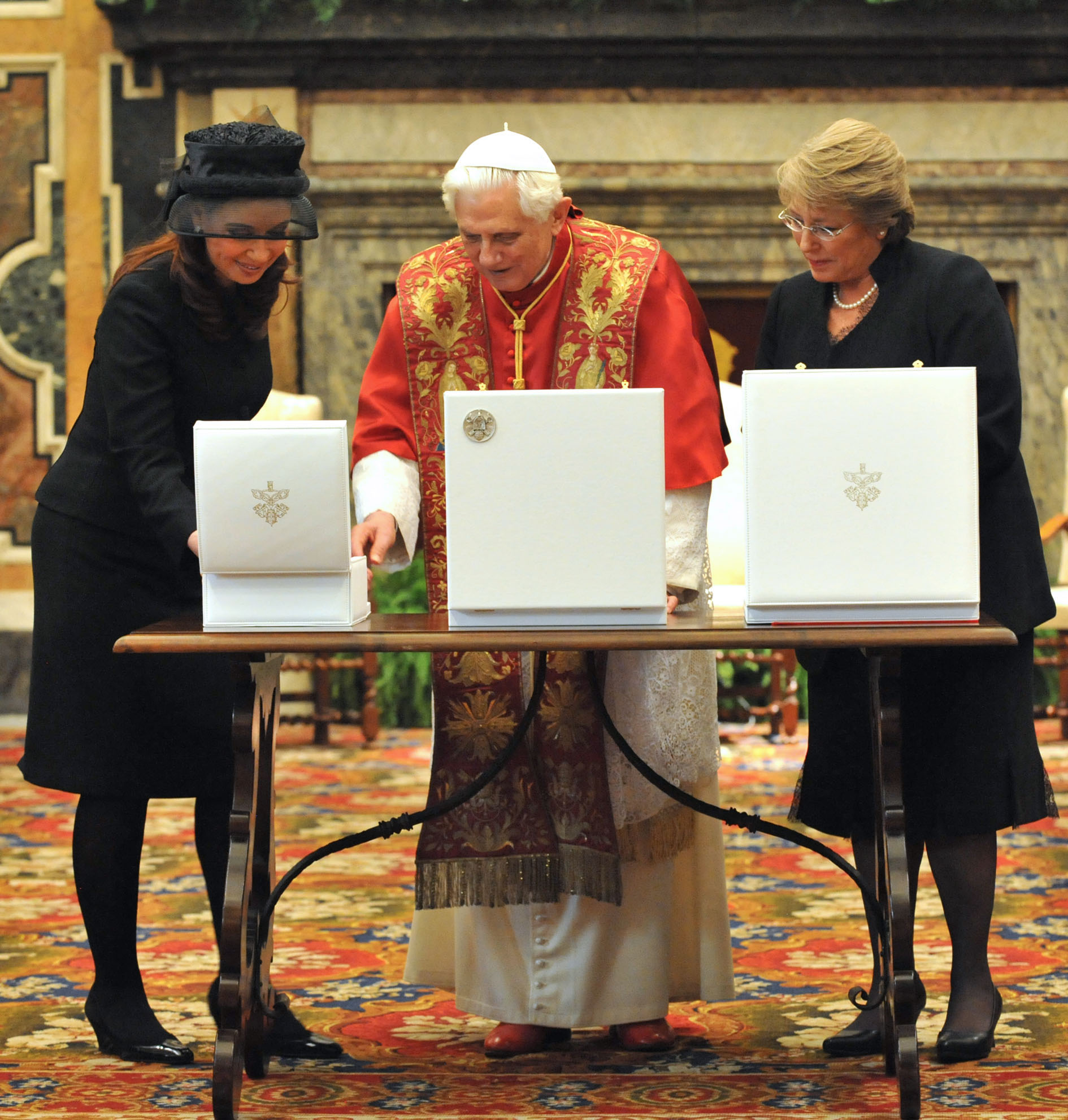
Les présidentes Cristina Fernández de Kirchner et Michelle Bachelet avec le pape Benoit XVI en 2009 commémorant les 30 ans de la médiation. En 1984, Mme Fernandez et son époux Néstor Kirchner étaient opposés au Traité.

Le passage Cardinal Antonio Samorè, passage frontalier entre l'Argentine et le Chili, est renommé en honneur de l'envoyé spécial du pape Jean-Paul II.

### Sources et bibliographie
- (en) Beagle Channel Arbitration between the Republic of Argentina and the Republic of Chile, Report and Decision of the Court of Arbitration
- (en) Mark Laudy, The Vatican Mediation of the Beagle Channel Dispute: Crisis Intervention and Forum Building in Words Over War of Carnegie Commission on Preventing Deadly Conflict.
- (es) Alejandro Luis Corbacho, Predicting the Probability of War During Brinkmanship Crises : The Beagle and the Malvinas Conflicts, Universidad del CEMA, Argentine, Document de travail no 244, septembre 2003
- (de) Karin Oellers-Frahm, Der Schiedsspruch in der Beagle-Kanal-Streitigkeit, Berichte und Urkunden: Max-Planck-Institut für ausländisches öffentliches Recht und Völkerrecht
- (es) Ministère des Affaires étrangères du Chili, Relaciones Chileno-Argentinas, La controversia del Beagle. Genf 1979
- (de) Andrea Wagner, Der argentinisch-chilenische Konflikt um den Beagle-Kanal. Ein Beitrag zu den Methoden friedlicher Streiterledigung. Verlag Peter Lang, Francfort-sur-le-Main, 1992,  (ISBN 3-631-43590-8)
- (de) Karl Hernekamp, Der argentinisch-chilenisch Grenzstreit am Beagle-Kanal. Institut für Iberoamerika-Kunde, Hamburg 1980
- (es) Andrés Cisneros, Carlos Escudé, Historia general de las Relaciones Exteriores de la República Argentina, Las relaciones con Chile, Cema, Argentine, Buenos Aires
- (de) Annegret I. Haffa, Beagle-Konflikt und Falkland (Malwinen)-Krieg. Zur Außenpolitik der Argentinischen Militarregierung 1976–1983, Weltforum Verlag, Munich, Cologne, Londres 1987,  (ISBN 3-8039-0348-3)
- (es) Isaac F. Rojas, Arturo Medrano, Argentina en el Atlántico Chile en el Pacífico, Editorial Nemont, Buenos Aires, Argentine, 1979
- (es) Isaac F. Rojas, La Argentina en el Beagle y Atlántico sur 1. Parte, Editorial Diagraf, Buenos Aires, Argentine
- (es) Carlos Escudé, Andrés Cisneros, Historia general de las relaciones exteriores de la República Argentina (lire en ligne)
- (es) Fabio Vio Valdivieso, La mediación de su S.S. el Papa Juan Pablo II, Editorial Aconcagua, Santiago du Chili, 1984
- (es) Alberto Marín Madrid, El arbitraje del Beagle y la actitud Argentina, 1984, Editorial Moisés Garrido Urrea,
- (en) Luis Alberto Romero (trad. James P. Brennan), Argentina in the twentieth Century, Pennsylvania State University Press, 1994,  (ISBN 0-271-02191-8)
- (es) Général de division Juan E. Gugliamelli: Cuestión del Beagle. Negociación directa o diálogo de armas (Trans.:The Beagle-Question, direct Negotiations or Dialog of the Weapons) (ouvrage compilé à partir d'articles du magazine argentin Estrategia, Buenos Aires no 49/50, janvier-février 1978
- (es) Général Martín Antonio Balza, Mariano Grondona, Dejo Constancia : memorias de un general argentino. Editorial Planeta, Buenos Aires 2001,  (ISBN 950-49-0813-6)
- (es) Francisco Bulnes Serrano, Patricia Arancibia Clavel, La Escuadra En Acción. Chile, Editorial Grijalbo, 2004,  (ISBN 956-258-211-6)